# Ракитненское сельское поселение (Хабаровский край)
Ракитненское се́льское поселе́ние — муниципальное образование в Хабаровском районе Хабаровского края Российской Федерации. Образовано в 2004 году. 
Административный центр — село Ракитное.

## Население
| 2010  | 2011  | 2012  | 2013  | 2014  | 2015  | 2016  |
| ----- | ----- | ----- | ----- | ----- | ----- | ----- |
| 5445  | ↗5464 | ↗5483 | ↘5412 | →5412 | ↗5456 | ↗5464 |
| 2017  | 2018  | 2019  | 2020  | 2021  | 2024  | 2025  |
| ↘5357 | ↘5295 | ↗5508 | ↗5661 | ↘5188 | ↗5440 | ↗5480 |

## Населённые пункты
В состав поселения входят 3 населённых пункта:
| № | Населённый пункт | Тип  | Население |
| - | ---------------- | ---- | --------- |
| 1 | Гаровка-1        | село | ↘1259     |
| 2 | Гаровка-2        | село | ↘1618     |
| 3 | Ракитное         | село | ↘2311     |